# سنگ مرمر

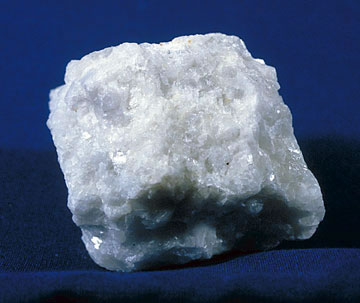
سنگ مرمر

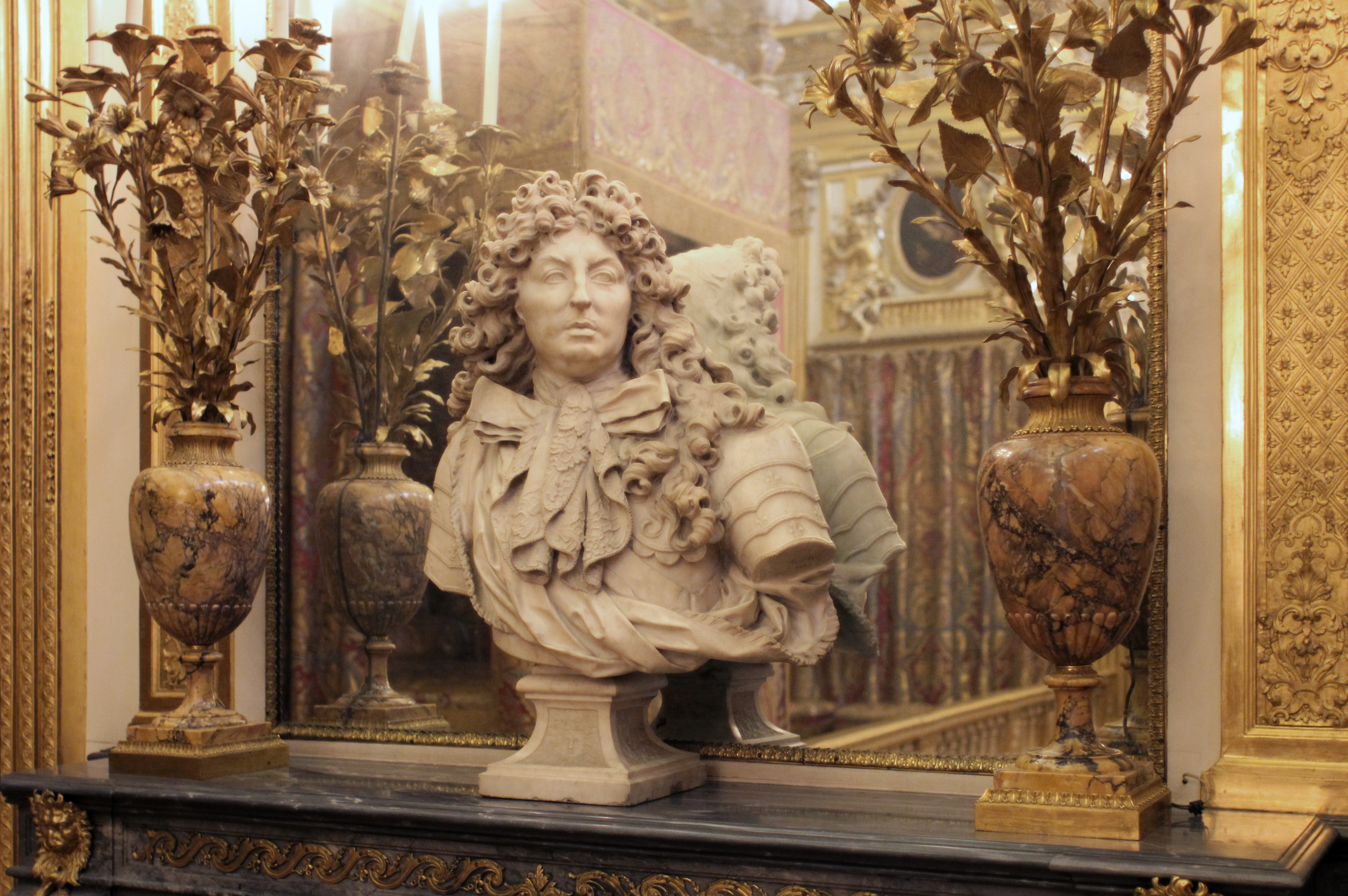
تمثیل لوئی چهاردهم، ساخته‌شده از سنگ مرمر، توسط آنتوان کُوس‌وو، تندیس‌ساز برجسته فرانسوی.

سنگ مرمر (در متون طب سنتی رخام یا حجر الرخام)(به انگلیسی: Marble) از سنگ‌های دگرگونی است که از دگرگونی سنگ آهک به وجود آمده است.
کانی اصلی تشکیل دهنده مرمر کلسیت است. از این سنگ به صورت گسترده‌ای برای مجسمه‌سازی استفاده می‌شود. نمای بناهایی مثل تاج محل از سنگ مرمر است. این سنگ در بناهای زیارتی و حرم‌های امامان نیز استفاده می‌شود. سنگ مرمر آبی در بازارهای جهانی به نام اُنیکس مشهور است. از ویژگی‌های برجسته سنگ مرمر، عبور نور از آن است. در واقع به طور ساده سنگ مرمر در اثر فشار و گرمای زیاد به وجود می آید. 

## کاربرد سنگ مرمر در ساختمان
عمده کاربرد سنگ مرمر در نمای داخلی ساختمان، کف سالن، سنگ پشت تی وی روم و مجسمه‌سازی است.

### مرمر چه نوع سنگی است؟
تعریف علمی مرمر: نوعی سنگ دگرگونی است که حاصل دگرگونی ناحیه ای سنگ‌های آهکی و دولومیتی رس دار است. در درجات ضعیف و متوسط، دولومیت نیز مانند کلسیت به صورت مرمر در می‌آید به شرطی که سیلیس در محیط وجود نداشته باشد. در اثر دگرگونی سنگ‌های آهکی که از کلسیت خالص تشکیل شده باشند فقط اندازه دانه‌ها درشت تر می‌شود. سنگ مرمر، چینی یا کریستال، انیکس و مرمریت طبق تعریف بالا در این گروه قرار دارند.

#### طبق تعریف استاندارد (ASTM C 119 – America Society of Testing Materials)
مرمر به گروهی از سنگ‌های آهکی که تحت تأثیر دگرگونی ناحیه ای دوباره متبلور شده‌اند یا حاصل تغییر شرایط دما و فشار تراورتن‌ها در هنگام تبلورمی باشند گفته می‌شود.

## تراونیکس
سنگ تراونیکس سنگی با ترکیب تراورتن و مرمریت می‌باشد که با توجه به نور گذر بودن برخی از این سنگ‌ها از آن به عنوان انیکس یا همان مرمر در صنعت سنگ یاد می‌شود. استفاده از این سنگ در دکوراسیون داخلی ساختمان زیبایی خاصی در طراحی معمار و آرشیتکت به ساختمان می‌دهد.
تراونیکس در رنگ‌های مختلف: طلایی، زرد، سفید و شکلاتی است. با توجه به مطالعات پتروگرافی بافت سنگ به‌طور کامل از کانی‌های کربناته تشکیل شده وکانی‌های اصلی سنگ شامل کلسیت، آراگونیت و کربنات آهن می‌باشد.

### موارد استفاده از سنگ تراونیکس
تراونیکس در امور ساختمانی هم برای مصارف خارجی و هم نمای داخلی ساختمان‌ها مانند پله‌ها، کف، ستون، دیوار و نمای بیرونی و غیره به کار گرفته می‌شود.

## مرمریت
سنگ آهکی شکل گرفته از رسوبات دریاهای گرم و بیکران و ترکیب با گرانیت میلیون‌ها سال قبل است. مرمریت دارای رگه‌ها و فسیل‌هایی است که زیبایی خاصی به این سنگ می‌بخشد. مرمریت دارای زنجیره‌هایی به نام استیلولیت می‌باشد که مانند نوار قلب در بافت سنگ مشاهده می‌شود. این سنگ با توجه به وجود ناخالصی‌ها به رنگ‌های روشن تا تیره و رنگی مانند: کرم، قرمز، قهوه‌ای، صورتی، سیاه، خردلی، سبز و غیره دیده می‌شود. مرمریت کاربرد مناسبی در نما و کف فرش داخلی و خارجی ساختمان دارند. عمده این سنگ‌ها از کشور هندوستان و اقلیت از کشور چین وارد می‌گردد و از بازار بسیار خوبی در ایران برخوردار هستند. از نمونه سنگ‌های مرمریت می‌توان به گرین ماربل، انیکس، امپرادور لایت، دارک و اسلب مرمریت هرسین اشاره کرد.

## انواع سنگ مرمر.
مرمر حاوی رنگ‌های سبز، لیمویی، زرد، صورتی، سفید، عسلی،سبز تیره ،کرم،طلایی،قهوه ای و غیره میباشد.
1. سنگ انیکس کرم
2. سنگ مرمر طرح سبز وحشی
3. سنگ مرمر طرح امپرادور تیره
4. سنگ مرم سبز تیره
5. سنگ مرمر طرح امپریال
6. مرمر طرح قهوه ای طلایی
7. سنگ مرمر طلایی
8. سنگ مرمریت
9. سنگ انیکس طرح برفی
10. سنگ مرمر طرح کاپوچینو
11. سنگ مرمر طرح کارامل
12. مرمر طرح امپرادور روشن
13. سنگ مرمر طرح رویال روشن
14. مرمر طرح امپرادور عنکبوتی
15. سنگ مرمر طرح آتش فشانی
16. سنگ مرمر کریستال سفید
17. سنگ مرمر قروه که از تولیدکنندگان اسلب در ایران گروه کارخانجات سنگ شجره است